# Boris Vezjak
Boris Vezjak, slovenski filozof, družbeni kritik in publicist, * 20. marec 1968, Maribor.

## Življenje
Boris Vezjak je diplomiral in magistriral iz filozofije na ljubljanski Filozofski fakulteti ter na isti ustanovi leta 2001 doktoriral na temo "Aristotelova kritika idej in argumenti proti Platonu v spisu Peri ideon". 

## Delo
Kot izredni profesor je zaposlen na Filozofski in Pedagoški fakulteti v Mariboru, kjer predava pri predmetih, povezanih z zgodovino filozofije, mediji, etiko in filozofsko terminologijo.
Je so-avtor učbenika Filozofija za gimnazije. Njegova
filozofska avtorska dela so »Platon: Harmid« (1994), »Platon: Fileb« (2000), »Platon: Parmenid« (2001), »Psevdoaristotel: O vrlini« (2000), »Aristotel: O idejah« (2004), »Sokratov pojmovnik za mlade« (2011).
Ostala njegova monografska dela so še: »Kako so močno dihali: komentarji in kronologija k primeru Petek« (2005), »Sproščena ideologija Slovencev« (2007), »Zmote in napake v argumentaciji: vodič po slabi argumentaciji v družbenem vsakdanu« (2007, skupaj z Janezom Bregantom), »In media res: novinarji med etiko, politiko in kapitalom« (2008), »Somrak medijske avtonomije« (2009), »Paranoja, manipulacija in racionalnost« (2010) in »Ad populum: analize družbenega diskurza« (2012).
Vezjak je kot komentator kritik slovenske družbene stvarnosti, predvsem medijskega in političnega diskurza.